# Prozor-Rama
Prozor-Rama es un municipio de Bosnia y Herzegovina. Se encuentra en el cantón de Herzegovina-Neretva, dentro del territorio de la Federación de Bosnia y Herzegovina. La capital del municipio de Prozor-Rama es la localidad de Prozor.

## Localidades
El municipio de Prozor-Rama se encuentra subdividido en las siguientes localidades:
- Blace.
- Borovnica.
- Dobroša.
- Donja Vast.
- Donji Krančići.
- Donji Višnjani.
- Družinovići.
- Duge.
- Gmići.
- Gorica.
- Gornji Krančići.
- Gornji Višnjani.
- Gračac.
- Gračanica.
- Grevići.
- Heljdovi.
- Here.
- Hudutsko.
- Ivanci.
- Jaklići.
- Klek.
- Kovačevo Polje.
- Kozo.
- Kućani.
- Kute.
- Lapsunj.
- Lizoperci.
- Lug.
- Ljubunci.
- Maglice.
- Meopotočje.
- Mluša.
- Ometala.
- Orašac.
- Pajići.
- Paljike.
- Parcani.
- Paroš.
- Ploča.
- Podbor.
- Proslap.
- Prozor.
- Ravnica.
- Ripci.
- Rumboci.
- Skrobućani.
- Šćipe.
- Šćit.
- Šerovina.
- Šlimac.
- Tošćanica.
- Trišćani.
- Ustirama.
- Uzdol.
- Varvara.
- Zahum.

## Demografía
En el año 2009 la población del municipio de Prozor-Rama era de 16 064 habitantes. La superficie del municipio es de 477 kilómetros cuadrados, con lo que la densidad de población era de 34 habitantes por kilómetro cuadrado.